# Wikariat apostolski Puerto Ayacucho
Wikariat Apostolski Puerto Ayacucho (łac. Apostolicus Vicariatus Portus Ayacuquensis) – wikariat apostolski Kościoła rzymskokatolickiego w Wenezueli. Jest podległy bezpośrednio pod Stolicę Apostolską. Został erygowany 7 maja 1953 roku przez papieża Piusa XII na miejsce istniejącej od 1932 roku prefektury apostolskiej Alto Orinoko.

## Administratory

### Prefekt apostolski Alto Orinoco
- Enrico de Ferrari SDB (1932–1945)
- Cosma Alterio SDB (1947–1950)
- Segundo García Fernández SDB (1950–1953)

### Apostolische Vikare von Puerto Ayacucho
- Segundo García Fernández SDB (1953–1974)
- Enzo Ceccarelli Catraro SDB (1974–1989)
- Ignacio Velasco SDB (1989–1995)
- José Ángel Divassón Cilveti SDB (1996–2015)
- Jonny Eduardo Reyes Sequera (od 2015)